# 服薬指導
服薬指導（ふくやくしどう、英:Patient Compliance Instruction）は、薬剤師が患者に対して処方薬の情報提供を行うことである。

## 概要
薬剤師法第25条の2に義務として定められている。薬物の使用に当たってはその適切な使用が重要であり、医師の意図と異なる服用方法を行った場合には薬効が過剰あるいは不十分となり、病態を悪化させる可能性がある。薬剤師はこのようなケースを前もって防ぐために患者に処方薬の薬効と服薬方法、服薬の意義について分かりやすい言葉で説明し、薬物療法に対する理解を得る必要があり、この患者に対する説明を服薬指導と呼ぶ。
保険調剤における服薬指導等の業務に、「薬剤服用歴管理指導料」として規定された点数分の費用を請求することが出来る。
2018年（平成30年）６月14 日の国家戦略特別区域諮問会議において、愛知県、兵庫県養父市及び福岡市でのテレビ電話等による、遠隔服薬指導の実施に関する計画が認定された。今後は、全国で実施できるよう法整備を図る予定である。

## 義務
薬剤師法第25条の2剤師法には服薬指導に関して以下の通り条文として明記されている。
薬剤師は、販売又は授与の目的で調剤した時は、患者又は現にその看護にあたっている者に対し、調剤した薬剤の適正な使用のために、必要な情報を提供しなければならない。
つまり、服薬指導は薬剤師や患者の意思により自由に行われるものではなく、販売・授与の目的で調剤を行った際には必ず行われなければならないものであり、もし服薬指導が行われなかった際には薬剤師に対して責任が付きまとうこととなる。

## 服薬指導のポイント
上記に述べた通り、服薬指導とは患者に納得して処方薬を服薬してもらうための説明を行うことであるが、ただ一方的に説明すればよいというものではない。服薬指導では患者の訴えを聞くことも大切であり、薬剤師にはコミュニケーション能力が問われる。患者の中には｢医者には本音を話しにくい｣と考えていたり、｢医者と話したときにはいい忘れたけれども、そういえば…｣というような具合で言いたい事を思い出したりして、薬剤師から薬を受け取り、服薬指導を受ける際になって本音を話してくれる例も多い。患者からこのような本音の声を聞きだすには信頼関係の構築が必須であり、服薬指導はこのような声を情報として医師にフィードバックする働きも有している。服薬指導の記録は薬歴として保存し、今後より良い薬物治療を行うために活用する。
また、一部の疾患（特に癌）では患者への告知が問題となり、薬剤師が抗癌剤を見て機械的に｢これは癌を治す薬です｣などと患者に説明することは厳禁である。主治医の方針によっては癌であることをまだ告知していない場合も考えられ、スタッフとの密な連携が必要である。小児や妊婦、高齢者などの患者でも服薬指導には注意を要し、相手に応じた指導を行う必要がある。

## 問題志向型システム
問題志向型システム（英: Problem Oriented System、POS）とは、患者の持っている医療上の問題に焦点を合わせ、その問題を持つ患者の最高の扱い方を目指して努力する一連の作業システムである。薬剤師が問題志向型システムに基づいて服薬指導を行うには、患者が持つ問題を一つずつ解決法を考え、それを実践・評価し、記録するというのが1クールとなる。この記録形式としてSOAP形式が知られている。
SOAP形式とは薬歴の作成を主観的事項（S:Subjective）、客観的事項（O:Objective）、評価（A:Assessment）および計画（P:Plan）の各項目に分けて記述する方法である。
- S:患者の訴えを記述。（例:｢咳が出るようになったんだ｣）
- O:薬剤師から見た患者の状態について記載する。現在服用している薬、スタッフの話などの情報もここに記載。（例:痰は出ていない様子、現在xxxを服用中）
- A:SとOから考えられることを記述。（例:副作用の空咳の可能性も有り）
- P:Aを受けて、計画を立てる。（例:経過観察し、続くようであれば降圧薬の変更を主治医に持ちかける。）